# Cosplay
Cosplay (japanski: コスプレ, kosupure), kontrakcija engleskih riječi costume play, je hobi u kojem sudionici zvani cosplayeri (engleski: cosplayers) nose kostime i modne dodatke kako bi utjelovili određeni lik. Cosplayeri često svojom interakcijom stvaraju supkulturu, a šire značenje pojma cosplay odnosi se na sve kostimirane uloge na svim mjestima osim pozornice. Svaka osoba koja se posveti ovom hobiju preuzima karakteristike određenog lika te zato nije neobično vidjeti ljude koji nose kostime suprotnog spola. Izvori likova koje cosplayeri utjelovljuju su anime, crtani filmovi, stripovi, filmovi, televizijske serije, te videoigre.
Brz rast broja ljudi koji se bave cosplayom kao hobijem krenuo je 1990-ih godina. Cosplay je postao značajan fenomen u popularnoj kulturi u Japanu i mnogim drugim državama Azije, kao i u zapadnom svijetu. Cosplay događaji se sastoje od konvencija za obožavatelje, te domaćih i međunarodnih natjecanja. Tu su također i konvencije koje su posvećene likovima iz određene serije, filma, videoigre, stripa, kao i društvene mreže, web stranice i drugi oblici medija koji su usredotočeni na cosplay.
Termin cosplay je nastao u Japanu 1984. godine. Inspiriran je te je izrastao iz tada poznate prakse kada su ljudi nosili kostime na razne konvencije znanstvene fantastike, počevši od prve svjetske konvencije znanstvene fantastike koja se održala 1939. godine u New York Cityju, New Yorku, Sjedinjenim Američkim Državama.

## Etimologija
Pojam cosplay je japanski portmanteau engleskih riječi costume i play. Pojam je skovao Nobuyuki Takahashi iz tvrtke Studio Hard dok je 1984. godine prisustvovao na 42. svjetskoj konvenciji znanstvene fantastike (Worldcon) u Los Angeles, Kaliforniji, Sjedinjenim Američkim Državama. Takahashi je bio impresioniran dvoranom i kostimiranim obožavateljima, te je svoje dojmove iznio u japanskom časopisu My Anime. Odlučio je stvoriti novu riječ umjesto da koristi već postojeći prijevod engleske riječi masquerade koja se na japanski prevodi kao "aristokratski kostim", što nije odgovaralo njegovom iskustvu s Worldcona. Stvaranje riječi cosplay odražava čestu japansku metodu kraćenja riječi gdje se prve dvije more para riječi koriste za formiranje nezavisne cjeline: costume postaje kosu (コス), a play postaje pure (プレ).

## Vanjske poveznice
|  | Zajednički poslužitelj ima još gradiva o temi Cosplay |